# Louis Vervaeck
Pour les articles homonymes, voir Vervaeck.
Louis Vervaeck (Bruxelles, 13 avril 1872 - 30 juillet 1943) était le créateur du Service d'anthropologie pénitentiaire, un service d'évaluation médico-psycho-social situé au sein de certaines prisons belges. Louis Vervaeck est connu pour être le "Lombroso belge", en référence au médecin italien Cesare Lombroso qui avait jeté les bases de l'anthropologie criminelle.

## Jeunesse
Louis Vervaeck est né le 13 avril 1872 à Bruxelles. Il effectue ses humanités supérieures en section gréco-latine au collège jésuite Saint-Michel. Bien qu'issu d'une famille catholique pratiquante, Louis Vervaeck s'inscrit à la faculté de médecine de l'Université Libre de Bruxelles où il obtient son diplôme en 1895. Durant un an, il est l'assistant de Dr Rommelaere, un professeur d'anatomie de cette faculté. Malgré ses bons résultats, ses convictions religieuses l'empêchent de poursuivre sa carrière dans cette institution.
Il devient alors assistant du Dr Dallemagne à l'hôpital Saint-Pierre où il pratique des autopsies pendant six ans.

## Carrière
Louis Vervaeck devient médecin anthropologue en prison dès 1902. Il y entreprend de nombreuses expériences et de nombreuses études relatives à la délinquance. Ses postulats de bases s'inspirent des théories de Cesare Lombroso et portent sur les déterminants biologiques de la délinquance. Sa méthode est anthropométrique : il mesure la taille, le poids, la forme du crâne des détenus. Il collecte les données et tente de déterminer des caractéristiques physiques propres aux délinquants. Il recherche les traces de dégénérescences somatiques (tares) censées expliquer les déviances sociales. En 1907, avec le soutien du ministre de la Justice belge Jules Renkin, il crée le premier laboratoire d'anthropologie pénitentiaire à la prison de Bruxelles (situé alors à la rue des  Minimes) qui déménage en 1910 à la prison de Forest, nouvellement construite. C'est au sein de cette prison qu'il prodigue un cours d'anthropologie criminelle destiné à ses collègues médecins mais également aux surveillants de la prison. Son approche métrique lui apparaît bientôt trop restrictive et il commence à s'intéresser aux facteurs psychologiques et environnementaux. Il formule certaines propositions à l'administration pénitentiaire belge afin d'améliorer le régime carcéral, proposant par exemple la mise au travail de certains détenus mais aussi un plan de réhabilitation pour chacun d'entre eux. Il propose ainsi deux décalages importants : d'une part s'intéresser au délinquant plutôt qu'au délit commis et d'autre part, envisager son amélioration plutôt que sa mise à l'écart. Il propose ainsi d'individualiser la peine d'un condamné en fonction de ses caractéristiques médico-psychologiques. Les travaux de Vervaeck mirent en évidence la présence significative d'aliénés au sein des prisons. C'est de ce constat que naquirent les annexes psychiatriques dans les prisons belges (1922) puis la loi de défense sociale à l'égard des anormaux et des délinquants d'habitude en 1930 qui eut comme conséquence de définir un régime curatif obligatoire aux délinquants reconnus anormaux. Cette loi rencontra une résistance du monde judiciaire. 
 
En 1920, plusieurs laboratoires d'anthropologie pénitentiaires furent créés dans les grandes prisons belges, instituant le Service d'Anthropologie Pénitentiaire (SAP) dont Vervaeck était le directeur. Les médecins anthropologues  tenaient un dossier pour chaque condamné et participaient à la conférence mensuelle du personnel qui gère sa détention et octroie également les éventuelles mesures de faveurs (congés pénitentiaires, libérations conditionnelles, etc.) 

Bien que l'anthropologie criminelle perdit beaucoup de prestige dans le courant du XXe siècle, Vervaeck parvint à maintenir sa crédibilité jusqu'à la Deuxième Guerre mondiale grâce à sa recherche de compromis entre les anciennes théories biologiques et les nouvelles découvertes de la psychiatrie.

En 1922, Vervaeck crée la ligue d'hygiène mentale belge dont un des centres d'intérêt est l'alcoolisme.

En 1934, il reçoit le prix Lombroso.

## Les suites du Service d'anthropologie pénitentiaire
Le Service d'anthropologie pénitentiaire a subi plusieurs changements au fil des décennies et existe encore aujourd'hui sous le nom de Service Psychosocial (SPS), présent dans chaque prison belge et se compose de psychiatres, de psychologues et d'assistants sociaux. Ce service effectue l'évaluation psychosociale de chaque condamné et interné afin d'individualiser sa peine mais surtout pour émettre des avis avant toute libération anticipée.